# Campionato del mondo di calcio da tavolo 1998 - Categoria individuale Under-20
Il Campionato del Mondo di Calcio da tavolo di Namur in Belgio.
Fasi di qualificazione ed eliminazione diretta della Categoria Under20.
Per la classifica finale vedi Classifica.
Per le qualificazioni delle altre categorie:
- individuale Open
- squadre Open
- squadre Under20
- individuale Under16
- squadre Under16
- individuale Veterans
- squadre Veterans
- individuale Femminile
- squadre Femminile

## Primo Turno

### Girone 1
- Bessim Golger  -  Stefano Fontana 1-0
- Flavien Bousch  -  Stefano Fontana 0-1
- Bessim Golger  -  Flavien Bousch 0-2

### Girone 2
- Chris Thomas  -  Claudio García 2-0
- Chris Thomas  -  Valery Dejardin 1-1
- Claudio García  -  Valery Dejardin 0-3

### Girone 3
- Thomas Wittmann  -  Efrem Intra 1-3
- Thomas Wittmann  -  Lukas Opocensky 3-1
- Lukas Opocensky  -  Efrem Intra 0-6

### Girone 4
- Giorgios Tsompanidis  -  Chris Short 0-2
- Matthew Teagle  -  Chris Short 0-12
- Giorgios Tsompanidis  -  Matthew Teagle 5-1

### Girone 5
- Sergio Loureiro  -  Michael Molinaro 4-2
- Sergio Loureiro  -  Angel Valverde 3-1
- Michael Molinaro  -  Angel Valverde 0-0

### Girone 6
- Spiros Hantzaras  -  Anders Buhl Hansen 4-1
- Luis Mateos  -  Ronald Scheffer 1-0
- Spiros Hantzaras  -  Ronald Scheffer 6-1
- Luis Mateos  -  Anders Buhl Hansen 2-2
- Spiros Hantzaras  -  Luis Mateos 4-1
- Ronald Scheffer  -  Anders Buhl Hansen 0-0

### Girone 7
- David Lauder  -  Ferdi Leatemia 2-2
- Adam Beattie  -  Jean-Guillaume Einsle 0-10
- David Lauder  -  Jean-Guillaume Einsle 3-9
- Adam Beattie  -  Ferdi Leatemia 0-0
- David Lauder  -  Adam Beattie 2-0
- Jean-Guillaume Einsle  -  Ferdi Leatemia 0-0

### Girone 8
- Markus Jurik  -  Simone Bertelli 0-11
- Kim Skaarup  -  Kai Schmidlin 0-4
- Markus Jurik  -  Kai Schmidlin 3-3
- Kim Skaarup  -  Simone Bertelli 0-11
- Markus Jurik  -  Kim Skaarup 4-0
- Simone Bertelli  -  Kai Schmidlin 9-1

## Ottavi di Finale
- Flavien Bousch  -  David Lauder 8-2
- Chris Thomas  -  Simone Bertelli 0-4
- Sergio Loureiro  -  Thomas Wittmann 1-0
- Luis Mateos  -  Chris Short 3-2 d.t.s.
- Efrem Intra  -  Michael Molinaro 8-1
- Giorgios Tsompanidis  -  Spiros Hantzaras 1-2
- Jean-Guillaume Einsle  -  Stefano Fontana 3-0
- Kai Schmidlin  -  Valéry Dejardin 2-5

## Quarti di Finale
- Flavien Bousch  -  Simone Bertelli 1-2
- Sergio Loureiro  -  Luis Mateos 2-1
- Efrem Intra  -  Spiros Hantzaras 2-2* d.c.p.
- Jean-Guillaume Einsle  -  Valéry Dejardin 1-2

## Semifinali
- Sergio Loureiro  -  Simone Bertelli 0-2
- Valéry Dejardin  -  Spiros Hantzaras 1-0

## Finale
- Simone Bertelli  -  Valéry Dejardin 2-0